# Super Street Fighter IV
Super Street Fighter IV (яп. スーパーストリートファイター IV Су:па: Сутори:то Фаита: Фо:) — мультиплатформенная видеоигра в жанре файтинг из серии Street Fighter, разработанная и изданная японской компанией Capcom в 2010 году; первая в ряду обновлённых версий Street Fighter IV, хотя изначально было заявлено о завершении подсерии с выходом игры..
Игра появилась в продаже 27 апреля 2010 года в Северной Америке, 28 апреля 2010 года в Японии и 30 апреля 2010 года в Европе на консолях седьмого поколения PlayStation 3 и Xbox 360. Позже игра была выпущена зимой 2010—2011 годов на аркадных автоматах (система Taito Type X2) в Японии (а также ограниченным тиражом в Северной Америке и Европе), а отсюда была выпущена как дополнение Arcade Edition летом 2011 года сначала в качестве скачиваемого контента для PlayStation 3 и Xbox 360, а позднее вышла на физических носителях для вышеозначенных платформ и ПК (Microsoft Windows) в конце июня и июле 2011 года. Версия игры для портативной приставки Nintendo 3DS, получившая подзаголовок 3D Edition, вышла в феврале 2011 года в числе стартовой линейки игр для 3DS.
По состоянию на сентябрь 2013 года продажи игры составили до 1,9 млн копий по всему миру, тогда как продажи 3D Edition составили 1,1 млн копий.

## Разработка
Первое появление Super Street Fighter IV произошло случайно, когда журналисты немецкого отделения GamePro сфотографировали продюсера Capcom Ёсинори Оно, где в кадре был замечен монитор с кадрами из пре-альфа сборки игры, на которых можно было увидеть Громового Ястреба (отсутствовавшего в оригинальной игре) в боевой стойке, а также новый логотип Street Fighter IV, очень похожий на логотип Super Street Fighter II, о чём свидетельствовала металлическая надпись SUPER на фоне.
Capcom официально намекнула на игру в начале сентября 2009 года, когда они открыли тизер-сайт на своем официальном японском сайте. Официальный анонс был сделан 28 сентября 2009, дата релиза намечена на весну 2010 для Xbox 360 и PlayStation 3, а релиз аркадной версии изначально рассматривается только в зависимости от поддержки фанатов. В конце концов, 4 апреля 2010, релиз аркадной версии был подтвержден Оно во время финала японского турнира по Street Fighter IV в рамках Tougeki — Super Battle Opera. Компьютерная версия была поставлена под сомнение из-за разгула пиратства при выходе оригинальной Street Fighter IV, которая сильно пострадала на ПК.
В интервью британского издания Xbox 360 — Official Magazine на вопрос, будет ли команда разработчиков в случае успеха игры продолжать подсерию или переместит свой фокус на других играх, продюсер игры Ёсинори Оно заявил:

Я не собираюсь растягивать резину и браться за создание Hyper Street Fighter IV или Ultra Street Fighter IV. Я отлично осведомлен об ошибках, которые совершила в прошлом Capcom. Сейчас наша основная цель — это расширение игровой аудитории серии. Создавая же Hyper Street Fighter IV, мы будем уже делать игру только для хардкорных фанатов, готовых каждый год отдавать деньги за каждую новую часть. И тем самым мы будем только уменьшать игровую аудиторию франшизы. Такое уже с нами случалось. Вспомните ту же Street Fighter III: 3rd Strike… Super Street Fighter IV — это финал, где заканчивается история Street Fighter IV. Разумеется, мы можем выпустить DLC в следующем году, подкрутить баланс и добавить что-нибудь новое, но касательно коробочных релизов — я думаю, что Super Street Fighter IV будет последним релизом для Street Fighter IV.
Оригинальный текст (англ.)I have no intention of carrying on Street Fighter IV into Hyper Street Fighter IV or Ultra Street Fighter IV, because I'm aware of the mistakes Capcom has made in the past. So what we would like to do instead is to broaden the appeal because if we go onto Hyper Street Fighter IV or Ultra Street Fighter IV, we'd be narrowing the appeal to the top hardcore players, as we've seen with Street Fighter III: 3rd Strike. So whether it would be a different IP or another Street Fighter, we'd like to keep options open. But in terms of Street Fighter IV, this is definitive.

## Геймплей
Структура боевой системы аналогична той, что использовалась в оригинальной игре. Все специфические механики, присутствовавшие в оригинальной SFIV, были сохранены в SSFIV.
Главным нововведением SSFIV стала возможность выбора между двумя ультра-комбо для каждого персонажа. Для всех вернувшихся персонажей второе ультра-комбо введено в дополнение к уже имевшимся в оригинальной игре; добавленные персонажи по умолчанию имеют два ультра-комбо. Однако, только одно ультра-комбо доступно в любой момент времени, так как оно выбирается в виде, аналогичном тому, который использовался при выборе суперприёмов в Street Fighter III.

### Режимы игры
В SSFIV с незначительными изменениями перешли все основные режимы игры, имевшиеся в оригинальной SFIV. При прохождении аркадного режима игрок теперь может проходить дополнительные бонусные уровни, возвращённые из подсерии Street Fighter II.Также, у шестерых персонажей (Рю, Чуньли, Гайла, Кэмми, Краймсон Вайпер и Сета) есть по два оппонента, которых можно выбрать нажатием клавиши трех ударов ногой при появлении надписи «Fight Your Rival». У остальных 29 персонажей только один соперник.
В сетевой игре было введено несколько дополнительных режимов помимо матчей на рейтинг, в числе которых Replay-канал, который позволяет игрокам просматривать и сохранять повторы со всего мира; режим бесконечной битвы, в котором победитель определяется в группе из восьми игроков, и режим турнира, введенный в игру с дополнением Tournament Mode DLC, заменив присутствовавший в Street Fighter IV режим чемпионата, в котором игрокам позволяется организовать полномасштабные турниры, не нуждаясь при этом в помощи международного издателя игры.

## Персонажи
Список персонажей Super Street Fighter IV включает всех играбельных персонажей домашней версии оригинальной игры и 10 добавленных персонажей, в результате чего их общее число составляет 35, все из которых являются разблокированными с самого начала. Добавленные герои включают 8 персонажей из предыдущих игр серии, а также двух бойцов, которые являются совершенно новыми в серии. После релиза игры Оно проявлил интерес в принятии дополнительных героев, доступных в будущем в качестве загружаемого контента.
В число добавленных персонажей вошли Громовой Ястреб и Ди Джей, первоначально предназначенные для оригинальной Street Fighter IV, но от которых впоследствии отказались; Адон из оригинального Street Fighter; Коди и Гай из подсерии Final Fight в их образах из подсерии Alpha; Дадли, Ибуки и Макото из подсерии Street Fighter III. В аркадной версии появляются 4 дополнительных персонажа: Юнь и Ян из Street Fighter III, Злой Рю и новый боец — Они, совершенная версия Акумы.
Наконец, игра включает в себя двух абсолютно новых персонажей в серии. Первая, Хан Джури (кор. 한주리) — молодая южнокорейская тхэквондистка, мечтающая отомстить Байсону за смерть её родителей и с этой целью работающей на S.I.N., разработавшей для неё имплантированное в левый глаз устройство под названием «Feng-Shui Engine», повышающее энергию и дополнительно предоставляющее ей способности к временно́й деформации. Второй, Хакан (англ. Hakan) — турецкий масляный рестлер, дерущийся в стиле гуреш и стремящийся доказать силу последнего.
Также, каждый из возвратившихся персонажей будет иметь по три костюма, два из которых являются альтернативными, в то время как для добавленных доступно только два костюма.

### Озвучивание
| Персонаж        | Озвучивающий актёр | Озвучивающий актёр  |
| Персонаж        | в японской версии  | в английской версии |
| --------------- | ------------------ | ------------------- |
| Громовой Ястреб | Тору Нара          | Дэвид Винсент       |
| Ди Джей         | Кэндзи Хамада      | Фил Ламарр          |
| Джури           | Эри Китамура       | Джессика Штраус     |
| Адон            | Ацуси Имаруока     | Толизин Джаффе      |
| Коди            | Дайсукэ Кисио      | Майкл Коулман       |
| Гай             | Цугуо Могами       | Джейсон Миллер      |
| Дадли           | Наоми Кусуми       | Стюарт Маклин       |
| Ибуки           | Аюми Фудзимура     | Кэт Стил            |
| Макото          | Макото Цумура      | Джессика Д. Стоун   |
| Хакан           | Синтаро Охата      | Лэнс Холт           |

## Коллекционное издание
В североамериканском онлайн-магазине Capcom Store 20 марта 2010 года стал доступен для предварительного заказа фан-набор под названием Super Street Fighter IV: Dojo Edition. В набор стоимостью $79,99 входят копия игры и эксклюзивные фляжка, повязка на голову, сумка и майка с соответствующей символикой, а также забитый контентом USB-флэш-накопитель объемом в 1 Гб. Все это было доступно лишь владельцам Xbox 360 и только в Северной Америке.

## Реакция на игру
| Сводный рейтинг | Сводный рейтинг | Сводный рейтинг | Сводный рейтинг |
| Издание         | Оценка          | Оценка          | Оценка          |
| Издание         | 3DS             | PS3             | Xbox 360        |
| --------------- | --------------- | --------------- | --------------- |
| GameRankings    | 86,43 %         | 91,23 %         | 91,39 %         |

В своем рейтинге IGN дал игре 9,0 баллов из 10 и «выбор редакции», называя её «лучшая версия одного из лучших файтингов… с гораздо более развитым онлайн-мультиплеером по сравнению с оригинальной версией». Портал GameTrailers поставил игре 9,3 балла, похвалив её за прогресс по сравнению с оригиналом.
Обозреватель портала Giant Bomb Джефф Герстманн поставил SSFIV высшую оценку в 5 баллов из 5, сказав следующее «Super Street Fighter IV добавила весьма много нового контента, чтобы потом не надо было делать Champion Edition и Hyper Fighting на пути следующего апгрейда к Street Fighter».